# Шейдаєв Раміль Теймурович
Раміль Шейдаєв (азерб. Ramil Şeydayev, нар. 15 березня 1996, Санкт-Петербург) — азербайджанський футболіст, нападник клубу «Бурірам Юнайтед».
Виступав, зокрема, за клуб «Зеніт», а також національну збірну Азербайджану.
Чемпіон Росії. Володар Кубка Росії. Чемпіон Словаччини.

## Клубна кар'єра
Народився 15 березня 1996 року в місті Санкт-Петербург. Вихованець футбольної школи клубу «Зеніт». Дорослу футбольну кар'єру розпочав 2013 року в основній команді того ж клубу, в якій провів два сезони, взявши участь у 5 матчах чемпіонату. 
З 2013 по 2017 рік грав у складі команд клубів «Зеніт-2», «Рубін», «Зеніт-2», «Трабзонспор», «Жиліна» та «Жиліна» II.
До складу клубу «Карабах» приєднався 2016 року. Станом на 8 листопада 2017 року відіграв за команду з Агдама 4 матчі в національному чемпіонаті.

## Виступи за збірні
У 2012 році дебютував у складі юнацької збірної Росії, взяв участь у 23 іграх на юнацькому рівні, відзначившись 16 забитими голами.
Протягом 2015–2016 років залучався до складу молодіжної збірної Росії. На молодіжному рівні зіграв у 6 офіційних матчах, забив 3 голи.
У 2016 році дебютував в офіційних матчах у складі національної збірної Азербайджану.
| Дата       | Місто          | Господарі         | Результат | Гості             | Турнір            | Голи | Примітки |
| ---------- | -------------- | ----------------- | --------- | ----------------- | ----------------- | ---- | -------- |
| 04-09-2016 | Серравалле     | Сан-Марино        | 0 – 1     | Азербайджан       | Відбір до ЧС 2018 | -    | 89'      |
| 08-10-2016 | Баку           | Азербайджан       | 1 – 0     | Норвегія          | Відбір до ЧС 2018 | -    | 80'      |
| 11-10-2016 | Острава        | Чехія             | 0 – 0     | Азербайджан       | Відбір до ЧС 2018 | -    | 90' 91'  |
| 11-11-2016 | Белфаст        | Північна Ірландія | 4 – 0     | Азербайджан       | Відбір до ЧС 2018 | -    | 46'      |
| 26-03-2017 | Баку           | Азербайджан       | 1 – 4     | Німеччина         | Відбір до ЧС 2018 | -    | 67'      |
| 10-06-2017 | Баку           | Азербайджан       | 0 – 1     | Північна Ірландія | Відбір до ЧС 2018 | -    | 90'      |
| 01-09-2017 | Осло           | Норвегія          | 1 – 0     | Азербайджан       | Відбір до ЧС 2018 | -    | 62'      |
| 04-09-2017 | Баку           | Азербайджан       | 5 – 1     | Сан-Марино        | Відбір до ЧС 2018 | -    |          |
| 05-10-2017 | Баку           | Азербайджан       | 1 – 2     | Чехія             | Відбір до ЧС 2018 | -    | 62'      |
| 08-10-2017 | Кайзерслаутерн | Німеччина         | 5 – 1     | Азербайджан       | Відбір до ЧС 2018 | 1    | 87'      |
| Усього     |                | Матчів            | 10        |                   | Голів             | 1    |          |

## Титули і досягнення

### Клубні
- Чемпіон Росії (1):

«Зеніт»: 2014-15
- Володар Кубка Росії (1):

«Зеніт»: 2015-16
- Чемпіон Словаччини (1):

«Жиліна»: 2016-17
- Чемпіон Азербайджану (2):

«Карабах»: 2017-18, 2021-22
- Володар Кубка Азербайджану (1):

«Карабах»: 2021-22
Збірні
- Чемпіон Європи (U-17): 2013

### Особисті
- Найкращий бомбардир чемпіонату 2022-23 (22 м'ячі).